# Cayo Isaac Grande
El Cayo Isaac Grande (en inglés: Great Isaac Cay) es una pequeña isla de la Bahamas situada a unas 20 millas (32 km) al NNE, de las Islas Bimini. Es accesible solo por barco.
La característica más prominente de la isla es su faro, el cual fue erigido en 1859, y se levanta alrededor de 151 pies (46 m) de altura.
Los espacios de la isla están abiertos al público, aunque el propio faro ha tenido escaleras retiradas para bloquear el acceso al interior de dicha estructura. La casa de los guardianes, una cisterna, y una variedad de edificios se encuentran en ruinas. La colección de ruinas de edificios abandonados hacen de "Great Isaac Cay" un destino popular para los navegantes.